# Jurasy
Jurasy fue una de las últimas series de historietas de Manuel Vázquez, publicada el suplemento infantil El Pequeño País entre 1993 y 1994. 

## Trayectoria editorial
Tras el cierre de los medios donde trabajaba (El Observador, Makoki), Vázquez volvió a probar con El Pequeño País, donde una década antes había publicado Así es mi vida. Entre sus números 619 y 658 apareció Jurasy.

## Argumento
Jurasy es un pequeño dinosaurio de color rojo, que recurre a su ingenio para evitar ser devorado o aplastado por animales más grandes que él.

## Valoración
Jurasy es una serie considerablemente menos virulenta que otras de la última época de Vázquez y, como el resto de las publicadas en El Pequeño País, destaca por la aplicación manual del color.